# Hugó Meltzl

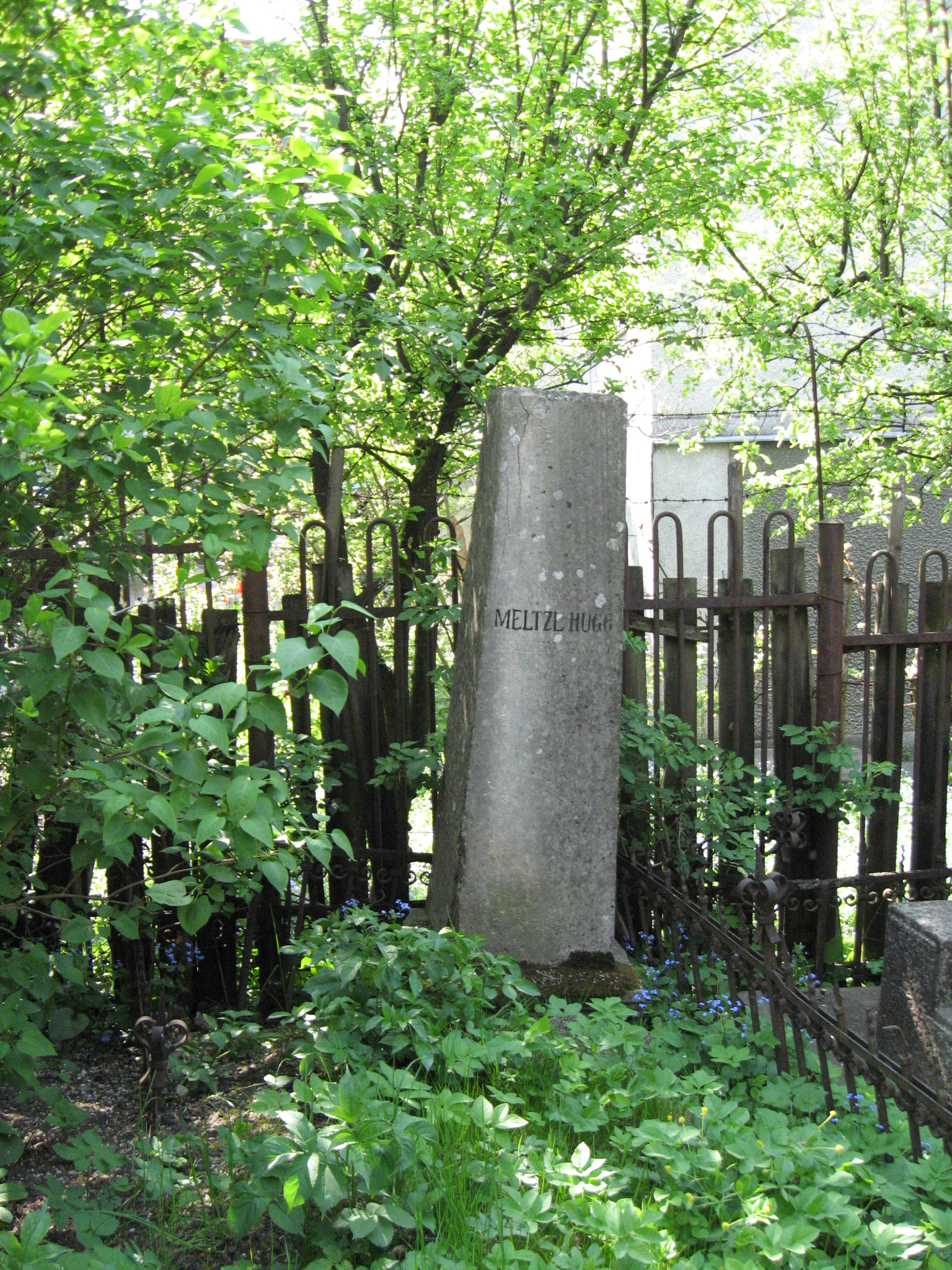
Tomba commemorativa di Meltzl nel cimitero di Hajongard (Cluj-Napoca)

Hugó Meltzl (Reghin, 31 luglio 1846 – Oradea, 20 gennaio 1908) è stato uno storico della letteratura ungherese, professore e successivamente rettore dell'Università Francesco Giuseppe.

## Biografia
Hugó Meltzl nacque a Szászrégen, in Ungheria (oggi Reghin, Romania) nel Regno d'Ungheria, sotto la monarchia asburgica. La sua lingua madre era il tedesco . Studiò all'Università di Kolozsvár e in Germania . Fu nominato professore di storia e lingua tedesca (in seguito francese e italiana) presso la neonata Università Francesco Giuseppe . Dal 1880 al 1889 fu preside della Facoltà, per poi diventare rettore dell'università nel 1894. Compì diversi viaggi all'estero, tra cui una visita in Algeria . Uno dei suoi maggiori successi fu la diffusione all'estero delle opere di Sándor Petőfi e József Eötvös .
Fu membro onorario di diverse società, tra cui la Freies Deutsches Hochstift di Francoforte, la Società Antiquaria e Numismatica di Filadelfia, l'American Philosophical Society (eletta nel 1886  ), l'Akademisch-Philosophischer Verein di Lipsia e l'Accademia scientifica e Istituto Petőfi di Palermo .
Con Sámuel Brassai, tra il 1877 e il 1888, fu co-redattore ed editore della rivista multilingue Összehasonlító Irodalomtörténeti Lapokat ( conosciuta anche come Acta Comparationis Litterarum Universarum), spesso citata come la prima rivista di letterature comparate. In quanto rivista multilingue, accolse scrittori provenienti da Turchia, Egitto, India e Giappone, seguendo l'idea di Goethe di una weltliteratur  . Meltzl si firmava come Hugó Lomnitzi. Nel secondo volume, cita come motto personale una frase da una lettera scritta da Schiller nel 1789: "Sarebbe un ideale pietoso e meschino scrivere per una sola nazione: per uno spirito filosofico questa limitazione è assolutamente insopportabile. Questo spirito non potrebbe limitarsi a una forma di umanità così mutevole, accidentale e arbitraria, un frammento (e cos'altro è una grande nazione?)". 
Morì il 20 gennaio 1908 a Nagyvárad, nell'Impero austro-ungarico (oggi Oradea, Romania ), e fu sepolto a Kolozsvár ( Cluj-Napoca ). Ebbe una sola moglie, Hermine Berger.